# Escarpia laminata
Escarpia laminata Jones, 1985 è un anellide policheta della famiglia dei Siboglinidae.
Hanno una lunghezza tipica di 50 cm anche se possono essere più lunghi di un metro. Possono vivere tra i 100 e i 200 anni, con alcuni individui che raggiungono i 300.

## Distribuzione e habitat
Escarpia laminata vive ancorata ai fondali nelle cold seeps (zone di filtrazione di solfuro di idrogeno, metano e altri idrocarburi) del golfo del Messico a una profondità variabile tra i 1000 m e i 3000 m dal livello del mare.